# 星崎
星崎，日本戰國時期的寶馬，本為豐臣秀吉所擁有，後來因富田知信於小牧長久手之戰為與織田信雄講和而奔波，遂賜與其。據說，此馬體軀精悍，有風度。